# Munika
Munika (crna mura, bor smrč, munjika, balkanska munika, bjelokori bor; lat. Pinus heldreichii) je crnogorična vrsta drveća iz porodice Pinaceae.

## Izgled
Munika je drvo visoko do 30 metara, s promjerom debla do 1 m. Krošnja je ovalnopiramidalna ili piramidalna. Deblo je snažno često pri dnu sabljasto savijeno. Grane su u pravilnim pršljenovima.
Kora je u mladosti glatka i bjelkastosiva (leucodermis), dok u starijoj dobi postaje pepeljastosiva i karakteristično ispucana na jasno omeđene, mnogokutne pločice, slične panciru.
Korijen je jako razvijen, s brojnim i snažnim ograncima koji duboko prodiru u pukotine u vapnenačkim stijenama.
Pupovi su bez smole, do 2 cm dugi.
Četine (iglice) su tamnozelene, krute, oštre, koncentrirane na vrhu grančica u obliku zbijenih kitica. Duge su 6 do 9 cm i oko 1.5 mm široke.
Cvjetovi su jednospolni. Muški cvjetovi su u obliku resa, grupirani, a ženski češeri su u grupama od 2, 3 ili 4, a rijetko i pojedinačni.
Češeri su 7 do 8 cm dugi i oko 2,5 cm debeli, s plosnatom ili piramidalnom, žućkastosmeđom apofizom. Češeri prve godine imaju karakterističnu tamnoljubičastu boju. 
Slične su onima od crnog bora (u stadiju zrenja), ali se od njih razlikuju po izrazitom, unatrag savinutom ili ravnom kratkom šiljku na vrhu pupa i po plodnim ljuskama, koje su s obje strane jednobojne - svijetlosmeđe i krte. Zriju druge godine.
Razmnožava se sjemenom. Sjeme je eliptično, dugo oko 7 mm, pjegavo, s oko 25 mm dugim krilcem koje obuhvaća sjeme.

## Stanište
Munika najčešće naseljava strme, kamenite i stjenovite terene subalpskog pojasa. to su mjesta gdje surovost planinske klime dolazi do izražaja i upravo u ovim uvjetima munici nema premca. Tvori čiste ili miješane sastojine s drugim četinarskim ili lišćarskim vrstama.
Munika je endemična za središnji i zapadni Balkan (BiH, Srbija, Crna Gora, Albanija i Makedonija) te južni dio Apeninskog poluotoka
naziv belokori bor j i ime za vrstu P. albicaulis.

## Vanjske poveznice
|  | Zajednički poslužitelj ima stranicu o temi Munika    |
|  | Zajednički poslužitelj ima još gradiva o temi Munika |
|  | Wikivrste imaju podatke o taksonu Munici             |